# كرامولين
كرامولين (بالبلغارية: Крамолин)‏ قرية تقع إدارياً ضمن Sevlievo ‏ في بلغاريا. ويبلغ عدد سكانها 462 نسمة حسب تعداد 15 مارس 2015. تعتمد كرامولين للبريد على الرمز البريدي 5429 وللاتصالات على رمز الاتصال الهاتفي المحلي 067304.